# Visionary - The Video Singles
Visionary - The Video Singles es un conjunto de veinte de las mejores canciones de Michael Jackson recopiladas en una caja, distribuidas en forma separada.
Cada 6 semanas, durante 8 meses Sony BMG publicó veinte de los más importantes éxitos de Michael Jackson en forma de disco sencillo. Cada sencillo se publicó como DualDisc permitiendo no solo coleccionar su mejores temas sino también sus correspondientes videos musicales. Es decir, cada disco está compuesto por un CD en una cara y un DVD por la otra.
Michael Jackson trabajó en el proyecto Visionary como productor ejecutivo.
El primer CD en ser publicado como parte de la colección Visionary fue Thriller.
Michael Jackson fue el primer artista en utilizar el formato DualDisc (aunque esta práctica ha sido común desde 2005 en la industria musical japonesa).

## Calendario de reediciones
| N.º | Portada | Fecha EE. UU.         | Fecha España          | Título                           | Álbum                                        |
| --- | ------- | --------------------- | --------------------- | -------------------------------- | -------------------------------------------- |
| 1   |         | 20 de febrero de 2006 | 21 de febrero de 2006 | "Thriller" (con caja limitada)   | Thriller                                     |
| 2   |         | 20 de febrero de 2006 | 28 de febrero de 2006 | "Don't Stop 'Til You Get Enough" | Off the Wall                                 |
| 3   |         | 27 de febrero de 2006 | 7 de marzo de 2006    | "Rock with You"                  | Off the Wall                                 |
| 4   |         | 6 de marzo de 2006    | 14 de marzo de 2006   | "Billie Jean"                    | Thriller                                     |
| 5   |         | 13 de marzo de 2006   | 21 de marzo de 2006   | "Beat It"                        | Thriller                                     |
| 6   |         | 20 de marzo de 2006   | 28 de marzo de 2006   | "Bad"                            | Bad                                          |
| 7   |         | 27 de marzo de 2006   | 4 de abril de 2006    | "The Way You Make Me Feel"       | Bad                                          |
| 8   |         | 3 de abril de 2006    | 11 de abril de 2006   | "Dirty Diana"                    | Bad                                          |
| 9   |         | 10 de abril de 2006   | 18 de abril de 2006   | "Smooth Criminal"                | Bad                                          |
| 10  |         | 17 de abril de 2006   | 25 de abril de 2006   | "Leave Me Alone"                 | Bad                                          |
| 11  |         | 14 de abril de 2006   | 2 de mayo de 2006     | "Black or White"                 | Dangerous                                    |
| 12  |         | 1 de mayo de 2006     | 9 de mayo de 2006     | "Remember the Time"              | Dangerous                                    |
| 13  |         | 8 de mayo de 2006     | 16 de mayo de 2006    | "In the Closet"                  | Dangerous                                    |
| 14  |         | 15 de mayo de 2006    | 23 de mayo de 2006    | "Jam"                            | Dangerous                                    |
| 15  |         | 22 de mayo de 2006    | 30 de mayo de 2006    | "Heal the World"                 | Dangerous                                    |
| 16  |         | 29 de mayo de 2006    | 6 de junio de 2006    | "You Are Not Alone"              | HIStory: Past, Present and Future, Book I    |
| 17  |         | 5 de junio de 2006    | 13 de junio de 2006   | "Earth Song"                     | HIStory: Past, Present and Future, Book I    |
| 18  |         | 12 de junio de 2006   | 20 de junio de 2006   | "They Don't Care About Us"       | HIStory: Past, Present and Future, Book I    |
| 19  |         | 10 de junio de 2006   | 27 de junio de 2006   | "Stranger in Moscow"             | HIStory: Past, Present and Future, Book I    |
| 20  |         | 26 de junio de 2006   | 4 de julio de 2006    | "Blood on the Dance Floor"       | Blood on the Dance Floor: HIStory in the Mix |